# バーレーン空軍
バーレーン空軍（バーレーンくうぐん、阿: سلاح الجو الملكي البحريني、英: Royal Bahraini Air Force）は、バーレーンの空軍組織。

## 歴史
1971年にイギリスから独立後、バーレーン国防軍が発足し、1977年に最初の航空団が組織された。この航空団が徐々に発展し、1987年にバーレーン首長国空軍（BAAF）が誕生した。
バーレーンは2002年2月14日の憲法改正後、王制に移行し、国名がバーレーン王国に変更された。これに伴い、空軍の名称もバーレーン王立空軍（RBAF）となった。

### 運用史
バーレーン空軍における最初の作戦行動は、1990年のイラク軍のクウェート侵攻で、脱出したクウェート空軍機を受け入れ、1991年の湾岸戦争においてはイラクに対する航空作戦において、F-5E/FとF-16C/Dが投入された。
また、2015年3月から4月にかけて、イエメンのフーシ派反政府勢力に対するサウジアラビア主導の空爆に参加。サウジアラビア空軍基地に展開して空爆任務に従事した。なお、この作戦期間中、技術的問題によりF-16戦闘機1機が墜落事故を起こしている。

## 組織
バーレーン空軍は、2個航空団を編制し、隷下に9個飛行隊を配置している。
- 戦闘航空団（Fighter Wing イサ空軍基地）
  - 第1飛行隊（1 Sqn） - F-16C/D
  - 第2飛行隊（2 Sqn） - F-16C
  - 第4飛行隊（4 Sqn） - T67M260
  - 第5飛行隊（5 Sqn） - ホーク Mk.129
  - 第6飛行隊（6 Sqn） - F-5E/F
- ヘリコプター航空団（Helicopter Wing リファー空軍基地）
  - 第3飛行隊（3 Sqn） - ベル 212、AB 212、UH-60M
  - 第8飛行隊（8 Sqn） - AH-1E/F、TAH-1P
  - 第9飛行隊（9 Sqn） - AH-1E/F、TAH-1P
  - 第10飛行隊（10 Sqn） - Bo 105C

## 基地
| 基地名             | 所在地                 | 備考                     |
| ------------------ | ---------------------- | ------------------------ |
| イサ空軍基地       | 南部県ジャウウ         |                          |
| リファー空軍基地   | 南部県リファー         |                          |
| サヒール空軍基地   | 南部県アワーリー       |                          |
| ムハッラク空軍基地 | ムハッラク県ムハッラク | バーレーン国際空港と共用 |

## 装備
バーレーン国防軍は発足当初、ヘリコプターのみを運用していたが、湾岸地域の情勢悪化に伴い、防空能力の構築が急務となり、1976年9月に在バーレーン・アメリカ大使館にF-5A/B及びF-5E/Fの購入に関する情報要求を行った。1982年2月にF-5E 4機、F-5F 2機、AIM-9P空対空ミサイル60発の購入契約を交わし、1985年12月から引き渡しが開始された。
F-5E/Fは周辺の湾岸諸国が保有する戦闘機と比較して限定的な防空能力を有していたこともあり、より高い防空能力を有する戦闘機の選定作業に着手し、F-15、F-16、F/A-18、トーネード ADV、ミラージュ2000、MiG-29などが候補に挙げられ、1987年3月にF-16C/D(Block40）の採用を決定してF-16C 8機とF-16D 4機の購入契約を交わした。対外有償軍事援助（FMS）で引き渡されることとなり、「ピース・クラウンI」プログラムとして1990年5月23日に初号機がバーレーンに到着した。1991年の湾岸戦争後にはアメリカからF-16NとF-5E/Fの交換を提案されたが、飛行時間の多い機体であったことから拒否し、二度目のFMSで新造機のF-16C 10機が「ピース・クラウンII」プログラムとして2000年に引き渡しが行われた。
2000年年7月にはイギリスのBAEシステムズと契約を締結して、ホーク練習機を中心とした飛行訓練学校を設立。T67M260とホーク Mk.129を発注し、2006年10月から引き渡しが開始された。
ヘリコプター戦力の強化も行われており、1994年に攻撃ヘリコプターとしてAH-1E 8機とTAH-1P 6機を導入、翌1995年にはさらにAH-1E 16機を調達している。また、1990年代初頭に要人輸送用として
UH-60L 1機、1996年にウエストランドでのライセンス生産機WS-70（S-70-19） 1機を導入。2007年には兵員輸送用にUH-60M 9機を発注、2009年から引き渡しを受けている。
バーレーン空軍では航空戦力の強化を計画しており、2018年6月25日にF-16V（Block70） 16機の発注を発表し、ローンチカスタマーとなった。また、現行のF-16C/D（Block40）に対する能力向上近代化改修を計画しており、レーダーをAN/APG-83に換装、搭載電子機器類のアップグレード改修を行う。同年11月にはAH-1Z 12機の発注を発表し、2022年からの納入が予定されている。

### 固定翼機
| 名称          | 画像 | 製造国         | 種別   | 調達数現用数                                 | 備考                          |
| ------------- | ---- | -------------- | ------ | -------------------------------------------- | ----------------------------- |
| F-5E/F        |      | アメリカ合衆国 | 戦闘機 | F-5E（8） F-5F（4）F-5E（8） F-5F（2）       |                               |
| F-16C/D       |      | アメリカ合衆国 | 戦闘機 | F-16C（18） F-16D（4）F-16C（17） F-16D（4） | F-16V仕様へアップグレード予定 |
| F-16V         |      | アメリカ合衆国 | 戦闘機 | ※調達予定数160                               |                               |
| C-130J        |      | アメリカ合衆国 | 輸送機 | ※調達予定数21                                |                               |
| T67M260       |      | イギリス       | 練習機 | 3                                            |                               |
| ホーク Mk.129 |      | イギリス       | 練習機 | 6                                            |                               |

### 回転翼機
| 名称     | 画像 | 製造国         | 種別             | 調達数現用数                 | 備考 |
| -------- | ---- | -------------- | ---------------- | ---------------------------- | ---- |
| AH-1E/F  |      | アメリカ合衆国 | 攻撃ヘリコプター | AH-1E（24） AH-1F（9～17）22 |      |
| AH-1Z    |      | アメリカ合衆国 | 攻撃ヘリコプター | ※調達予定数120               |      |
| ベル 212 |      | アメリカ合衆国 | 汎用ヘリコプター | 3                            |      |
| AB 212   |      | イタリア       | 汎用ヘリコプター | 1211                         |      |
| UH-60M   |      | アメリカ合衆国 | 汎用ヘリコプター | 8                            |      |
| Bo 105C  |      | 西ドイツ       | 汎用ヘリコプター | 3                            |      |
| TAH-1P   |      | アメリカ合衆国 | 練習ヘリコプター | 6                            |      |